# Tito Veturio Crasso Cicurino
Tito Veturio Crasso Cicurino (in latino Titus Veturius Crassus Cicurinus, pron. 'Titus Ue'turius 'Krassus Kiku'rinus; fl. V secolo a.C.) è stato un politico romano.

## Biografia
Tito Veturio, indicato da Dionigi col praenomen di Tito e da Livio con quello di Lucio fu scelto nel 451 a.C. come membro del gruppo dei primo decemvirato, che stilarono le leggi delle X tavole, completate dal successivo decemvirato, che emise le Leggi delle XII tavole, destinate a regolare i rapporti tra il patriziato e la plebe.
Alla scadenza della carica, dopo un anno, non rinnovò la sua partecipazione alla vita politica.